# Новий Куваш
Новий Куваш (рос. Новый Куваш) — селище в Вельському районі Архангельської області Російської Федерації.
Населення становить 152 особи. Входить до складу муніципального утворення Пежемське муніципальне утворення.

## Історія
Від 1937 року належить до Архангельської області.
Від 2004 року належить до муніципального утворення Пежемське муніципальне утворення.

## Населення
| 2002 | 2010 | 2012 | 2014 |
| ---- | ---- | ---- | ---- |
| 143  | ↘130 | ↗133 | ↗152 |